# Fortis Juventus 1909
La Associazione Sportiva Dilettantistica Fortis Juventus 1909 è una società calcistica di Borgo San Lorenzo (FI). Milita in Eccellenza, la quinta divisione del campionato italiano di calcio. 
Disputa gli incontri casalinghi allo stadio "Giacomo Romanelli" di Borgo San Lorenzo. I colori sociali del sodalizio sono il bianco e il verde.

## Storia

### Dalla Fondazione agli anni settanta
Il 7 marzo 1909 un gruppo di amici borghigiani decisero di fondare una nuova Associazione Sportiva, la Palestra Ginnastica Fortis Juventus. L'attività della Palestra Ginnastica Fortis Juventus iniziò subito con l'atletica e il podismo. Nel 1910 la società si trasferì nella nuova sede in Via Lapi dove si svolsero le elezioni per la formazione del nuovo consiglio direttivo il quale decise anche i colori sociali: il bianco e il verde. Nel febbraio dello stesso anno, nell'attuale Piazza Dante, scese in campo la prima formazione ufficiale. In questi primi 10 anni, prima dell'avvento della Grande Guerra, la Società organizzò diverse partite amichevoli di calcio, con cittadine e paesi limitrofi oltre a gare ciclistiche, di atletica, di pugilato e di ginnastica. Dopo gli anni di inattività a causa della guerra la società riprese vigore agli inizi degli anni venti durante i quali, in mancanza di tornei veri e propri, furono disputate moltissime partite amichevoli, tornei locali e rionali.
Il 28 ottobre del 1928 fu inaugurato il Campo Sportivo Comunale "Romanelli", disputando una partita amichevole contro il Dopolavoro Provinciale di Firenze, gara che terminò per tre a tre. Negli anni del fascismo la società si era fusa con altre due realtà sportive del territorio, la Velox e il Ciclo Club Appenninico. Negli anni trenta, sotto il regime fascista, ebbe un notevole vigore l'atletica privilegiata rispetto ad altre branche sportive. Durante quegli anni, al Campo Sportivo Littorio "Romanelli", la squadra di calcio si fece grande onore prima nei campionati ULIC e successivamente nei campionati FIGC, vincendo tre campionati nelle stagioni sportive 1931-1932, 1933-1934 e 1936-1937. 
Durante gli anni quaranta la seconda guerra mondiale limitò notevolmente l'attività sportiva in generale e anche la Fortis Juventus dovette ridimensionare i suoi impegni agonistici. Quando finalmente la guerra terminò un gruppo di amici, che non avevano mai rinunciato ai colori biancoverdi, ricostituirono la Fortis Juventus.
Gli anni cinquanta furono caratterizzati da continui cambiamenti al vertice della società. Durante questi anni i campionati si susseguirono senza infamia e senza lode con piazzamenti decorosi. Da ricordare la vittoria nella stagione 1953-1954 nel campionato di 1ª Divisione. Nella stagione 1955-1956 la Fortis Juventus retrocedette in Seconda Divisione andando incontro ad una crisi dirigenziale quasi insanabile. 
Fortunatamente però, grazie a Gino Scappini detto il “Divo”, che non si perse mai d'animo nonostante le moltissime difficoltà, e grazie anche all'aiuto di un gruppetto di sportivi e fedeli amici, si riuscì a salvare la società.

Gli anni più gloriosi della sua prima parte di attività sono quelli a cavallo degli anni sessanta-settanta, con presidente prima Antonio Berretti e poi Giuseppe Maggi, le vittorie nei campionati regionali si susseguono fino ad arrivare a conquistare la Serie D. 
Da ricordare il campionato del 1966-1967 che vide la Fortis Juventus terminare al primo posto appaiata al Montevarchi, ci volle lo spareggio per decretare la vincente. Questo si svolse in campo neutro allo Stadio Comunale di Firenze, al cospetto di 10 000 spettatori, ironia della sorte anche questo terminò in parità (1-1), e soltanto il lancio di una monetina decretò il passaggio alla categoria superiore dell'Aquila Montevarchi. 
La compagine biancoverde di Borgo San Lorenzo si rifarà l'anno seguente, vincendo il campionato di competenza e salendo di categoria, conquistando così la meritata Serie D.
In quegli anni a Borgo San Lorenzo si vedono squadre del calibro della Lucchese, Pistoiese, Siena e Grosseto, molte delle quali trovano la sconfitta sul campo del "Romanelli".

### Gli anni ottanta e novanta
Nei primi anni ottanta la Fortis Juventus, guidata dal presidente Giovanni Cipriani non vive stagioni particolarmente brillanti; la squadra milita infatti per molti anni nel campionato di Seconda Categoria, disputando numerosi derby con Barberino, San Piero, Vicchio, Audax Borgo, Firenzuola, Scarperia e Rontese. La svolta avviene nei campionati 1987-1988 e 1988-1989, sotto la presidenza del dott. Roberto Roselli. Sono anni che vedono la Fortis vincere prima il campionato di seconda categoria con Moreno Cecchi in panchina e successivamente, sotto la guida dall'allenatore Miro Morandi, il campionato di prima Categoria, mentre la stagione successiva, in Promozione, la squadra "rischia" di vincere il terzo campionato di fila.
Nei primi anni novanta la squadra disputa decorosamente vari campionati di Eccellenza, riuscendo, come risultato di maggior prestigio, a centrare le semifinali di Coppa Italia Dilettanti dopo aver battuto formazioni come l'Asti e la Pro Vercelli. 
Nel susseguirsi delle stagioni, la Fortis affronta squadre blasonate, quali il Livorno, il Castelnuovo, il Grosseto e la Sangiovannese, oltre a contendersi numerosi ed accesi derby con Barberino, Sestese, Firenze Ovest e Rondinella. La stagione 1994-1995 segna il ritorno in panchina dell'allenatore Piero Donatini, in grado di guidare la compagine bianco verde alla vittoria del campionato, poi revocata da una sentenza della C.A.F. a campionato finito, permettendo così la vittoria alla Virtus Chianciano. 
Tra le vittorie della Fortis sicuramente la più importante è quella ottenuta nella Coppa Italia Dilettanti nel 1996. L'affermazione in coppa permette alla Fortis Juventus 1909 di accedere di diritto al Campionato Nazionale Dilettanti, cui la squadra prende parte sino alla stagione 1997-1998, che segna la retrocessione nel campionato di Eccellenza. Nel marzo del 1999 la Fortis Juventus celebra i novanta anni dalla fondazione.

### La Coppa Italia del 1996
Merita senza dubbio un paragrafo a parte la vittoria della Coppa Italia Dilettanti nella stagione 1995-1996. La squadra biancoverde, dopo aver battuto squadre della provincia (Antella e Barberino del Mugello) e successivamente della regione (Terranuovese, Sansovino e Alabastri Volterra), battendo nella finalissima il Grassina si laurea campione, dopo che già nella stagione precedente aveva raggiunto la finale, persa però contro il Marino Mercato Subbiano. Una volta superato l'ostacolo delle squadre toscane, la Fortis Juventus eliminò nell'ordine: il Bo.Ca Bologna, campione dell'Emilia-Romagna, quindi il San Sisto di Perugia, campione dell'Umbria e successivamente l'Alpignano di Torino, campione del Piemonte. Nella finalissima nazionale la squadra biancoverde allenata da Fabrizio  Tatini incontrò il Locri, campione della Calabria, che a sua volta aveva eliminato i campioni della Sicilia, della Campania e della Puglia. Vincendo allo Stadio Romanelli, nonostante  l'espulsione di un proprio giocatore nel primo tempo, per 1-0 con il gol del giovane attaccante Luzi e pareggiando per 0-0 in terra calabrese, la Fortis Juventus vinse la Coppa Italia Dilettanti, laureandosi Campione d'Italia di Eccellenza. 
Nella successiva sfida contro i campioni della Coppa Italia di Serie D, saranno proprio i vincitori di quest'ultima, i siciliani dell'Alcamo, a laurearsi campionissimi. Per la Fortis Juventus, dopo un'onorevole sconfitta di misura giocata nel "caldo" campo dei trapanesi, e il successivo pareggio per 3-3 in casa, rimase comunque la soddisfazione di aver giocato alla pari contro una formazione di categoria superiore.

### Il nuovo millennio
Il nuovo millennio porta fortuna alla Fortis Juventus; infatti dopo un campionato durissimo e combattuto vinto con un solo punto di vantaggio sulle dirette rivali (con allenatore Sandro Vignini), riconquista la tanto ambita Serie D. I campionati che si susseguono vedono la Fortis soffrire per rimanere in categoria, addirittura nel campionato 2004-2005 la squadra perde i play out contro la Rondinella. Tuttavia, grazie ai meriti sportivi, la compagine bianco verde viene ripescata.
Sicuramente un'altra stagione da ricordare e da incorniciare per i biancoverdi è quella del 2005-2006, che ha visto la squadra sfiorare la Serie C2, il campionato infatti si è concluso con la Fortis ad un solo punto di distanza dalla Fortis Spoleto. La squadra ha poi ben figurato nei play-off, vincendo quelli del proprio girone. Agli spareggi nazionali la Fortis si è fermata in semifinale con il Celano. La Fortis ha comunque avuto poi possibilità di accedere in C2 sia per la successiva squalifica della Fortis Spoleto, sia per eventuale ripescaggio a completamento d'organico; ma alcuni problemi societari sorti durante l'estate ne negarono l'accesso al calcio professionistico. La stagione 2006-2007 ha visto la squadra biancoverde concludere al quintultimo posto, giocandosi la permanenza in Serie D ai play-out contro l'Aglianese. 
Sia ad Agliana che a Borgo San Lorenzo il risultato è stato di 1 a 1, permettendo così alla Fortis Juventus di rimanere in Serie D visto il miglior piazzamento nella stagione regolare.
La stagione 2007-2008 vede la squadra biancoverde allenata da Marco Brachi.
Le partenze di due bandiere come Pagliai e Nardoni, e un budget ridotto fanno subito pensare al peggio, ma la squadra riesce ad ottenere la salvezza con due turni di anticipo. Per il nono anno consecutivo la Fortis rimane in Serie D. La stagione 2008-2009 sarà quella del centenario. Stagione però che già ad agosto sembrava compromessa, con un budget molto inferiore rispetto a tutte le altre squadre del girone la Fortis sembrava già retrocessa ad inizio stagione. Infatti il girone di andata si conclude con appena 14 punti. La società, nonostante numerose critiche, continua a dar fiducia al borghigiano Piero Donatini e grazie a degli acquisti mirati la Fortis ottiene 30 punti nel girone di ritorno. Nonostante tutto per rimanere nella categoria la squadra di Borgo San Lorenzo deve vincere la doppia sfida con la Pontevecchio nel play-out. In terra umbra la Fortis viene sconfitta per 2 a 1. A Borgo San Lorenzo, però, la Fortis si impone per 1 a 0 grazie ad una punizione all'ultimo secondo dei minuti di recupero ad opera di Maurizio Figus. La Fortis festeggia così il suo centenario con una salvezza storica.

### Il dopo centenario

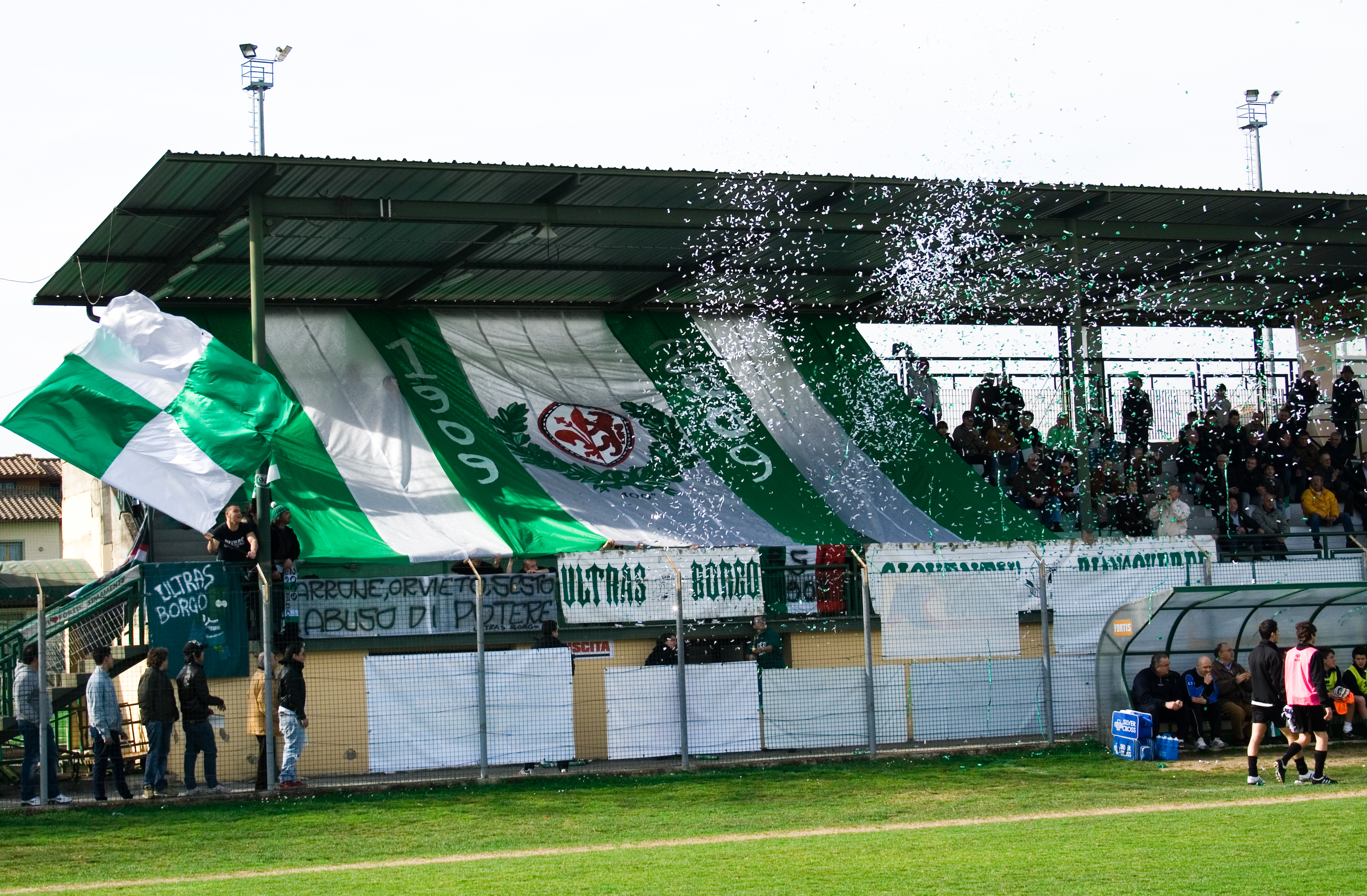
La coreografia dei tifosi per il centenario

Il centunesimo anno di vita della Fortis inizia con un cambio dirigenziale, alla vecchia triade subentra una cordata di nuovi dirigenti capeggiata dalla coppia Dori - Bazzani. La carica di D.S. viene affidata a Franco Manzani. La stagione non inizia nel migliore dei modi: la squadra alterna grandi prestazioni (come la vittoria sulla capolista Gavorrano) a prestazioni scadenti con squadre di basso rango. L'acquisto di due attaccanti di peso come Mariotti e Andreini e l'esonero di D'Annibale con il seguente ritorno di Roberto Galbiati (l'allenatore della C2) non sembra portare i frutti desiderati. Dopo la sconfitta di 3-0 in quel di Forcoli già partecipare ai play-out sarebbe un successo. 
Il confronto con gli Ultras e il cambio di alcuni giocatori però cambia la direzione del vento e la Fortis grazie a 4 vittorie consecutive riesce addirittura a evitare i play-out salvandosi con una giornata d'anticipo. Nel 2012 dopo un campionato di Eccellenza Toscana giocato a ottimi livelli con la squadra per larghi tratti di stagione prima (Brega è capocannoniere con 27 reti, mentre secondo è Iacona con 25) e concluso al secondo posto dopo un girone di ritorno in netto calo, partecipa agli spareggi nazionali, perdendo a Frascati 2-0 e vincendo la gara di ritorno per 1-0, ma per la differenza reti viene esclusa dalle finali. Però grazie ad un ottimo punteggio e ai meriti sportivi acquisiti viene ripescata e sale in Serie D.
La società mugellana nella stagione 2012-2013 è inserita nel girone D di Serie D che annovera squadre del calibro di Lucchese, Massese, Pistoiese e Spal, arrivando undicesima.
Al termine della stagione 2015-2016 retrocede in Eccellenza, arrivando ultima nel proprio girone, e tornando nei campionati regionali a distanza di quattro anni.
Durante la stagione 2021-2022 si aggiudica nuovamente la coppa italia Eccellenza Toscana contro il Cenaia calcio in una emozionante finale allo stadio Buozzi di Firenze. 
Viene eliminata nella fase nazionale dal Salsomaggiore Calcio finalista nella edizione.

## Palmarès

### Competizioni regionali
- Seconda Divisione: 1

1937-1938 (girone C)
- Prima Divisione: 1

1953-1954
- Seconda Categoria: 3

1960-1961 (girone ?), 1963-1964 (girone ?), 1987-1988
- Prima Categoria: 2

1967-1968 (girone B), 1988-1989
- Eccellenza: 1

1999-2000 (girone B)
- Coppa Italia Dilettanti (fase Eccellenza): 1

1995-1996
- Coppa Italia Dilettanti Toscana: 2

1995-1996, 2021-2022

### Altri piazzamenti
- Eccellenza:

Secondo posto: 1994-1995 (girone B), 2011-2012 (girone B)
Terzo posto: 1995-1996 (girone B), 2017-2018 (girone B).
- Coppa Italia Dilettanti Toscana:

Finalista: 1994-1995
- Promozione:

Terzo posto: 1989-1990 (girone C)
- Coppa Italia Dilettanti:

Finalista: 1995-1996

### Altri premi e riconoscimenti
- Stella d'argento CONI al Merito Sportivo: 1

1975